# Christian Reif
Christian Reif (* 24. října 1984, Špýr) je německý atlet, jehož specializací je skok daleký.
V roce 2007 neprošel na halovém ME v Birminghamu kvalifikací a na světovém šampionátu v Ósace obsadil výkonem 795 cm deváté místo. Na halovém MS 2010 v katarském Dauhá skončil na 5. místě. Největší úspěch své kariéry zaznamenal na ME v atletice v Barceloně, kde vybojoval titul mistra Evropy v novém osobním rekordu 847 cm.